# Arquebisbat de Mechelen-Brussel·les

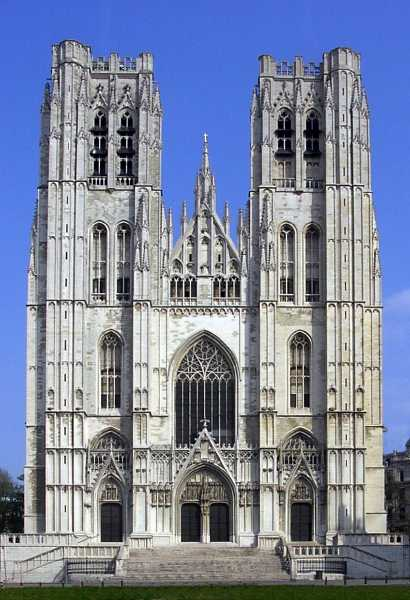
La cocatedral de Sants Miquel i Gudula a Brussel·les.

L'arquebisbat de Mechelen-Brussel·les  (neerlandès: Aartsbisdom Mechelen-Brussel; francès: Archidiocèse de Malines-Bruxelles; llatí: Archidioecesis Mechliniensis-Bruxellensis) és una seu metropolitana de l'Església Catòlica a Bèlgica. El 2013 tenia 1.801.000 batejats sobre una població de 2.815.842 habitants. Des de setembre 2023 Luc Terlinden n'és l'arquebisbe.

## Territori
L'arxidiòcesi comprèn les províncies de Brabant Flamenc, Brabant Való i la regió de Brussel·les-Capital; a més, pertanyen a l'arxidiòcesi vuit municipis de la província d'Anvers, que constitueixen la major part de l'arrondissement de Mechelen, a excepció dels cantons de Lier i de Heist-op-den-Berg, que formen part del bisbat d'Anvers.
La catedral arxiepiscopal és l'església de Sant Rumold a Malines. A Brussel·les l'església més important és la de Sant Miquel i Santa Gúdula, que es troba al centre, a poca distància de la Grand Place.
El territori s'estén sobre i està dividit en 659 parròquies, reagrupades en 3 vicariats i 37 decanats. Els tres vicariats coincideixen amb les divisions lingüístiques de l'arxidiòcesi: 
- el vicariat de Brussel·les (bilingüe)
- el vicariat del Brabant való (francès)
- el vicariat del Brabant flamenc i Malines (flamenc)

Al capdavant de cadascun dels vicariats hi ha un bisbe auxiliar.

### Província eclesiàstica
La província eclesiàstica de Malines-Brussel·les, instituïda l'any 1559 comprèn com a diòcesis sufragànies totes les diòcesis de Bèlgica, que són:
- bisbat d'Anvers,
- bisbat de Bruges,
- bisbat de Gant,
- bisbat de Hasselt,
- bisbat de Lieja,
- bisbat de Namur,
- bisbat de Tournai.

### Basíliques
Al territori es troben 7 basíliques menors:
- Mare de Déu de Hanswijk a Malines,
- Mare de Déu a Scherpenheuvel-Zichem,
- Mare de Déu de la Consol·lació a Vilvoorde,
- Sagrat Cor a Koekelberg,
- Mare de Déu de la Pau i de la Concòrdia a Wavre,
- Sant Martí a Halle
- Sant Servazio a Grimbergen.

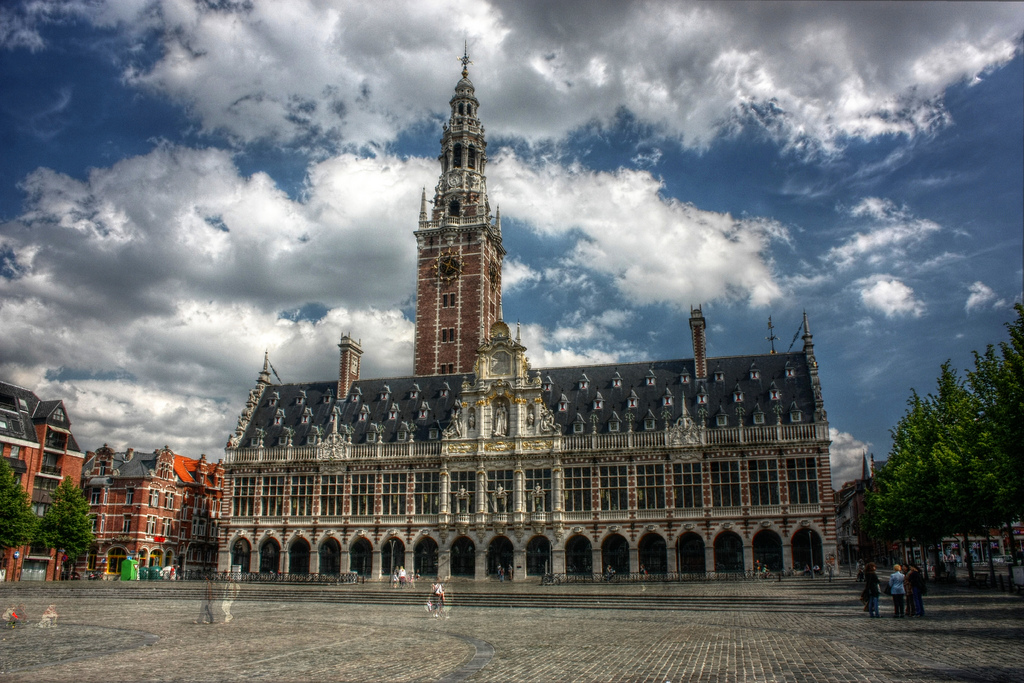
La biblioteca de la Universitat Catòlica de Lovaina
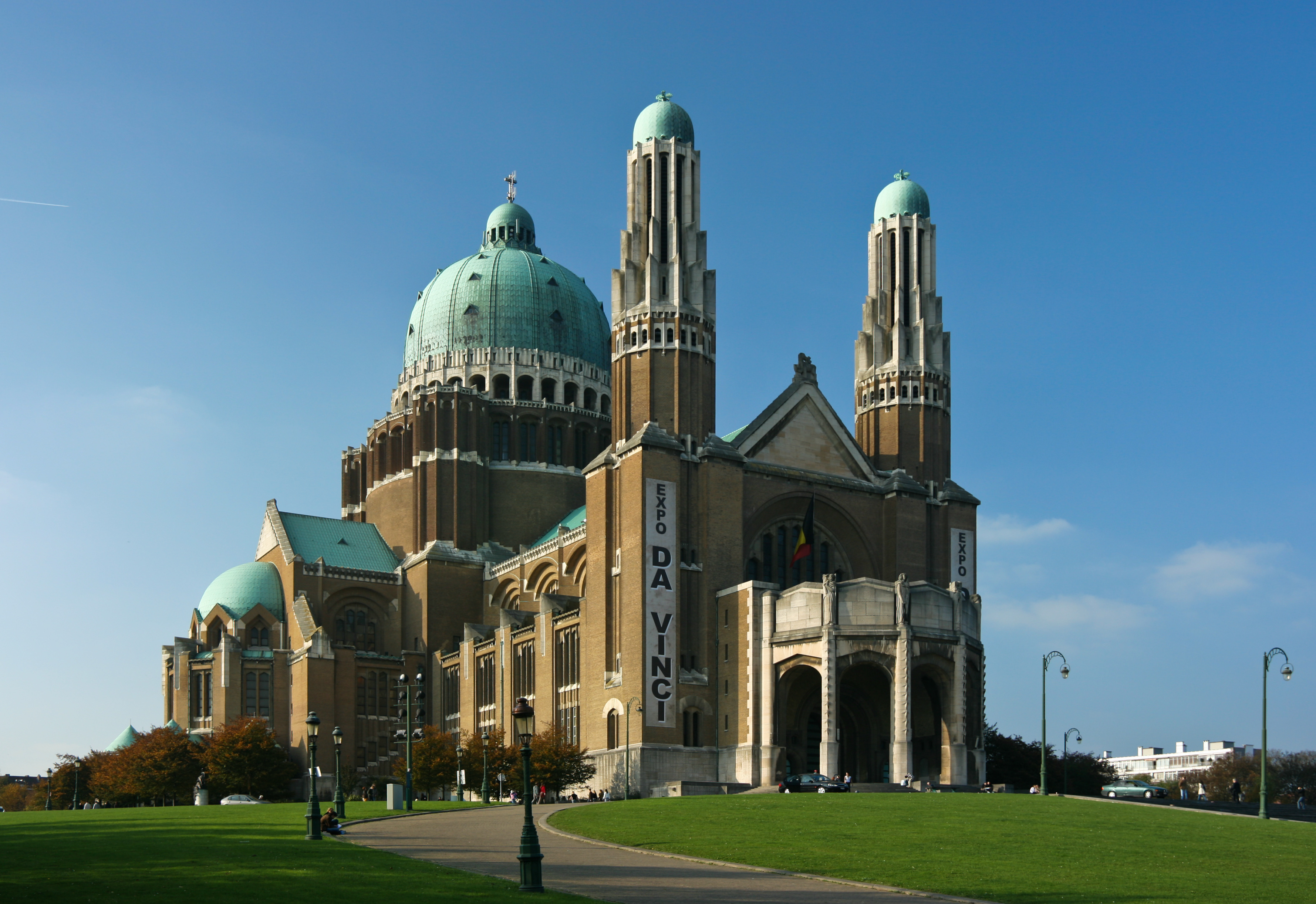
La  basílica del Sagrat Cor a Koekelberg
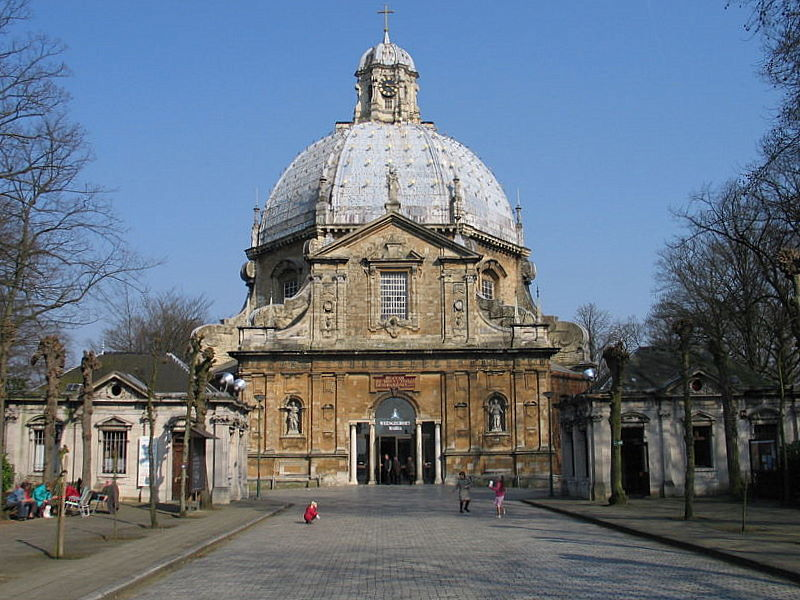
La basilica de Nostra Senyora a Scherpenheuvel-Zichem
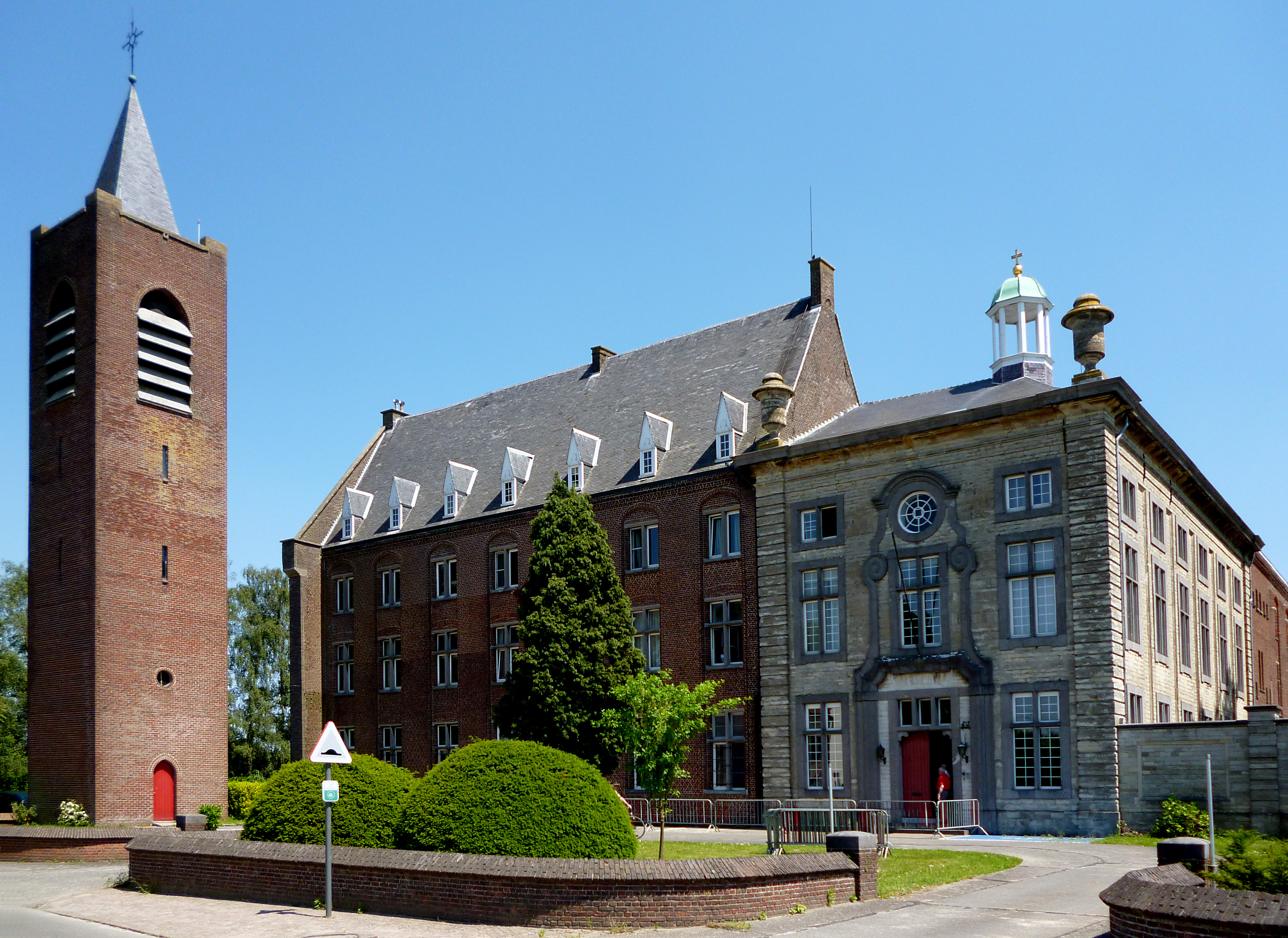
L'Abadia d'Affligem

## Història
En el segle xvi, per contrarestar millor la Reforma protestant, així com per solucionar vells problemes polítics i lingüístics, els Països Baixos i els Països Baixos del Sud van patir un canvi substancial de la geografia eclesiàstica, que s'havia mantingut sense canvis des de l'època carolíngia. Amb la butlla del Super universas del 12 de maig de 1559, el Papa Pau IV va reorganitzar les circumscripcions eclesiàstiques de la regió i va crear catorze noves diòcesis, incloent-hi l'arxidiòcesi metropolitana de Malines, amb territori pres de la diòcesi de Cambrai i Lieja. Originalment tenia com a sufragànies les diòcesis d'Anvers, Bruges, Gant, Ieper, 's-Hertogenbosch i Roermond, totes erigides a la mateixa data.
El papa Pius IV, amb dues butlles especials, va organitzar la seu metropolitana de Mechelen. L'11 de març de 1561, amb la butlla Ex iniuncto nobis, es definiren els límits de la nova diòcesi, el nombre de llocs que componien el territori, i va establir el capítol de la catedral. El dia anterior, amb la butlla Romanus Pontifex, el papa assignà com a dotació per la manutenció de l'arquebisbe l'abadia benedictina d'Affligem. Amb aquestes butlles, el papa va reconèixer l'arquebisbe de Malines, que des de 1830 va rebre el títol de Primat de Bèlgica. El 1596 l'arxidiòcesi es dividí en onze deganats: Malines, Brussel·les, Lovaina, Sint-Pieters-Leeuw, Zoutleeuw, Diest, Tienen, Aalst, Geraardbergen, Ronse i Oosterzele.
El primer metropolità va ser el cardenal Antoine Perrenot de Granvella, que es va veure obligat a exiliar-se el 1564 pels seus estrets vincles amb el rei castellà Felip II. El veritable organitzador de la nova arxidiòcesi va ser Mathias Hovius, que va introduir la reforma desitjada pel Concili de Trento. Va establir el Seminari arquebisbal, i va fer publicar per la Companyia de Jesús el catecisme, que va ser la base per a la instrucció religiosa dels fidels fins al segle xx.
La Revolució Francesa va tenir conseqüències importants per a l'arxidiòcesi de Mechelen. Els ocupants francesos van confiscar el palau arquebisbal, que va ser venut; i el cardenal Joannes-Henricus von Franckenberg va morir a l'exili a Breda el 1804. El Concordat de 1801 entre Napoleó i el papa Pius VII va normalitzar les relacions entre l'Església catòlica i l'Estat. Amb la butlla Qui Christi Domini del 29 de novembre de 1801, es va suprimir la diòcesi d'Anvers i el seu territori va ser afegit a la de Mechelen, que ara s'estén sobre els departaments francesos, Dijle (des de 1815 província de Brabant) i de Dos Netes (des de 1815 Província d'Anvers).
Alhora, la província eclesiàstica de Mechelen va ser totalment revisada, arribar a comprendre les diòcesis de Tournai, Gant, Namur, Lieja, Aquisgrà, Trier i Magúncia. El 1821 Mechelen va perdre les diòcesis alemanyes, i des de llavors la província eclesiàstica inclou només les diòcesis del territori que el 1830 esdevindrà Bèlgica.
El 22 de març de 1803 va donar una part del seu territori per a la creació del vicariat apostòlic de Breda (avui diòcesi). El 27 de maig de 1834 es va restablir la diòcesi de Bruges com sufragània de Mechelen.
El cardenal Engelbert Sterckx fundà el 1834, la Universitat Catòlica de Malines, transferida l'any següent a Lovaina, en lloc de l'antiga Universitat de Lovaina, fundada el segle xv i que va tenir entre els seus més il·lustres rectors Cornelius Jansen.
Durant l'episcopat de Désiré-Joseph Mercier es van dur a terme a Mechelen, entre desembre de 1921 i març de 1925, les denominades converses de Malines, volgudes i presidides pel cardenal; van ser una sèrie de cinc reunions informals entre representants de l'Església Catòlica i l'Església Anglicana per examinar els punts d'acord i els de desacord, l'objectiu d'una possible reunificació entre les dues Esglésies.
El 8 de desembre de 1961 en virtut de la butlla Christi Ecclesia del papa Joan XXIII va lliurar una altra porció de territori a favor de la restauració de la diòcesi d'Anvers, sufragània de la diòcesi mare, i al mateix temps va assumir el nom actual.
El cardenal Léon-Joseph Suenens va ser un dels grans protagonistes del Concili Vaticà II; va reorganitzar de l'arxidiòcesi en tres vicariats lingüístics.
El 31 de maig de 1967 va ser erigida la diòcesi de Hasselt, extret del bisbat de Lieja com a, sufragània de Malines-Brussel·les; i al mateix temps el territori de l'arxidiòcesi s'amplià amb la incorporació del municipi de Landen, retirat de la diòcesi de Lieja.
L'arxidiòcesi ha rebut la visita de Joan Pau II en dues ocasions, la primera el maig de 1985 i la segona el juny de 1995.

## Cronologia episcopal

Escut de l'arxidiòcesi (1961-)

- Antoine Perrenot de Granvella † (10 de març de 1561 - 24 de gener de 1583 renuncià)
- Joannes Hauchin † (24 de gener de 1583 - 5 de gener de 1589 mort)
  - Sede vacante (1589-1595)
- Mathias Hovius † (25 de setembre de 1595 - 30 de maig de 1620 mort)
- Jacobus Boonen † (13 d'octubre de 1621 - 31 de maig de 1655 mort)
- Andreas Cruesen † (9 d'abril de 1657 - 8 de novembre de 1666 mort)
- Joannes Wachtendonck † (12 de març de 1668 - 25 de juny de 1668 mort)
  - Sede vacante (1668-1670)
- Alphonsus de Berghes † (17 de novembre de 1670 - 7 de juny de 1689 mort)
- Humbertus Guilielmus de Precipiano † (8 de maig de 1690 - 9 de juny de 1711 mort)
- Thomas Philip Wallrad d'Alsace-Boussut de Chimay † (16 de desembre de 1715 - 5 de gener de 1759 mort)
- Joannes-Henricus von Franckenberg † (28 de maig de 1759 - 20 de novembre de 1801 renuncià)
- Jean-Armand de Bessuéjouls Roquelaure † (14 d'abril de 1802 - 25 de març de 1808 renuncià)
- Dominique-Georges-Frédéric Dufour de Pradt † (27 de març de 1809 - 16 de setembre de 1815 renuncià)[7]
- François-Antoine-Marie de Méan † (28 de juliol de 1817 - 15 de gener de 1831 mort)
- Engelbert Sterckx † (24 de febrer de 1832 - 4 de desembre de 1867 mort)
- Victor-Auguste-Isidore Dechamps, C.SS.R. † (20 de desembre de 1867 - 29 de setembre de 1883 mort)
- Pierre-Lambert Goossens † (24 de març de 1884 - 25 de gener de 1906 mort)
- Désiré-Joseph Mercier † (21 de febrer de 1906 - 23 de gener de 1926 mort)
- Jozef-Ernest van Roey † (12 de març de 1926 - 6 d'agost de 1961 mort)
- Léon-Joseph Suenens † (24 de novembre de 1961 - 4 d'octubre de 1979 jubilat)
- Godfried Danneels (19 de desembre de 1979 - 18 de gener de 2010 jubilat)
- André-Joseph Léonard (18 de gener de 2010 - 6 de novembre de 2015 jubilat)
- Jozef De Kesel, des del 6 de novembre de 2015

## Estadístiques
El 2013, la diòcesi tenia 1.801.000 batejats sobre una població de 2.815.842 persones, equivalent al 64,0% del total.
| any  | població  | població  | població | sacerdots | sacerdots       | sacerdots       | sacerdots             | diaques | religiosos | religiosos | parròquies |
| ---- | --------- | --------- | -------- | --------- | --------------- | --------------- | --------------------- | ------- | ---------- | ---------- | ---------- |
| any  | batejats  | total     | %        | total     | clergat secular | clergat regular | batejats por sacerdot | diaques | homes      | dones      |            |
| 1950 | ?         | 3.093.819 | ?        | 5.315     | 3.186           | 2.129           | ?                     |         | 4.546      | 16.202     | 895        |
| 1969 | ?         | 2.326.496 | ?        | 1.925     | 1.925           | ?               |                       |         |            | 6.780      | 658        |
| 1980 | 2.278.000 | 2.504.000 | 91,0%    | 3.541     | 1.554           | 1.987           | 643                   | 68      | 2.408      | 6.474      | 657        |
| 1990 | 2.000.000 | 2.373.526 | 84,3%    | 2.513     | 1.273           | 1.240           | 795                   | 89      | 1.778      | 4.965      | 687        |
| 1999 | 1.600.000 | 2.470.918 | 64,8%    | 2.216     | 1.067           | 1.149           | 722                   | 95      | 1.586      | 3.750      | 677        |
| 2000 | 1.800.000 | 2.500.000 | 72,0%    | 2.165     | 1.022           | 1.143           | 831                   | 105     | 1.654      | 3.534      | 677        |
| 2001 | 1.800.000 | 2.514.185 | 71,6%    | 2.120     | 977             | 1.143           | 849                   | 101     | 1.528      | 3.380      | 677        |
| 2002 | 1.600.000 | 2.513.783 | 63,6%    | 2.076     | 934             | 1.142           | 770                   | 105     | 1.525      | 3.274      | 677        |
| 2003 | 1.600.000 | 2.508.873 | 63,8%    | 2.053     | 911             | 1.142           | 779                   | 100     | 1.477      | 3.139      | 677        |
| 2004 | 1.600.000 | 2.500.000 | 64,0%    | 2.034     | 892             | 1.142           | 786                   | 98      | 1.452      | 2.972      | 678        |
| 2013 | 1.801.000 | 2.815.842 | 64,0%    | 1.812     | 670             | 1.142           | 993                   | 88      | 1.448      | 1.657      | 659        |